# 回民蜂起
回民蜂起（かいみんほうき）は、清代に何度かおこっているが、
1. 雲南省で発生したパンゼーの乱（1855-1873）
2. 陝西省・甘粛省を中心に発生したドンガン人の蜂起（1862-1873）[1]

が、特に大規模なものであった。ここでは、陝甘回変（せんかんかいへん）ともいう2.について記す。

## 背景
中国のムスリムは長年にわたって西アジアとのつながりを保ってきた。18世紀には、メッカやイエメンのナクシュバンディー教団で学んできた指導者たちによって、2つの系統のスーフィズムが中国西北部にもたらされた。1つは馬来遅（1681-1766）に組織されたフフィーヤ教団（虎夫耶、Khufiya）、もう1つは馬明心（1718-1781）に組織されたジャフリーヤ教団（哲合忍耶、Jahriya）である。これらの教団はより伝統的なスンナ派と共存していた。フフィーヤは清の支配を容認したため「老教」と呼ばれ、より過激なジャフリーヤは「新教」と呼ばれた。 
清の官僚の腐敗とイスラム教への弾圧に対して、ジャフリーヤの回族とサラール族は1781年と1783年に蜂起したが、すぐに鎮圧された。

## 反乱の経緯

### 陝西省

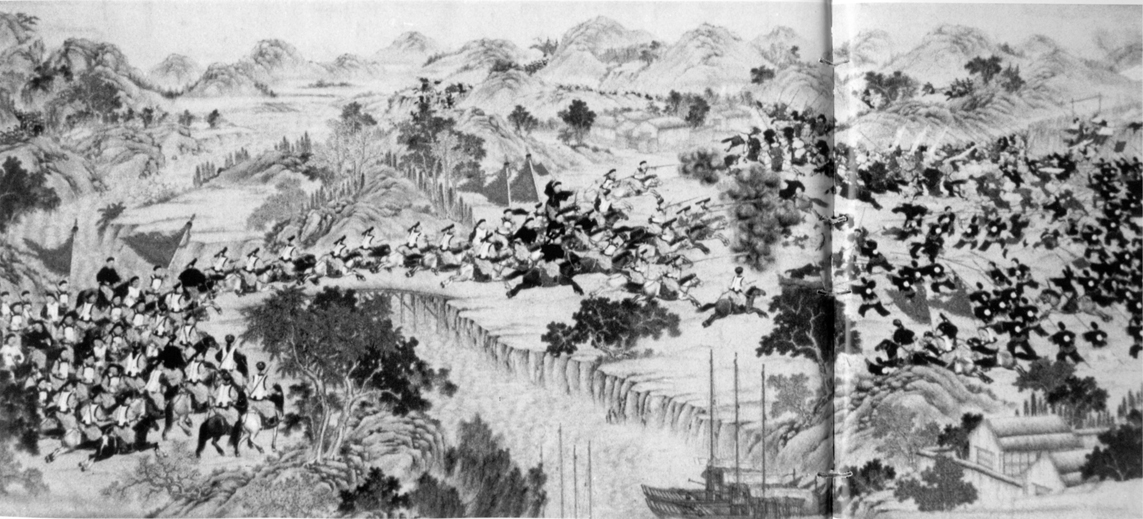
渭水の戦い

1862年、太平天国と捻軍が陝西省に入ると、漢人は防衛のため団練を組織した。その結果漢人を恐れた回民も武装することとなった。こうして対立が深まった結果、回民が太平天国に呼応して蜂起した。初期の指導者には任武・赫明堂、馬生彦、馬振和、白彦虎らがいた。同時期に寧夏でも馬兆元と馬化龍の指導で回民が蜂起した。陝西省の回民軍は清朝が太平天国の対応に忙殺されている間に渭水流域の陝西中部に勢力を伸ばした。蜂起軍は西安を包囲したが、1863年秋に欽差大臣ドロンガ（多隆阿）に敗北した。
太平天国の崩壊後、左宗棠が率いる湘軍が陝西に入った。左宗棠は捻軍を先に討ってから回民軍を倒すという方針をとり、1866年に回民軍は甘粛省への撤退を余儀なくされた。左宗棠はまた綿や穀物などの農業を振興し、さらに他の地域からの財政援助を受けた。こうして補給を確保した左宗棠は、1869年に劉松山を派遣してもっとも重要なジャフリーヤのリーダー馬化龍への攻撃を開始し、甘粛省北部にある馬化龍の拠点の金積堡を包囲した。16箇月の包囲ののち、馬化龍は降伏して処刑された。何千ものイスラム教徒が中国を逃れた。

### 河州
左宗棠の次の目標は蘭州の西に位置し、甘粛省とチベットの通路であり回民が多く居住している河州（現在の臨夏市）であった。河州は馬占鰲の回民軍によって守られていた。馬占鰲はジャフリーヤではなく現実的なフフィーヤであった。そのため1872年に左宗棠の誘いに応じて投降し、拠点を譲渡して清軍に編入された。そのため河州の回民は左宗棠の回民分散移住政策（洗回）を逃れて、共同体を保つことができた。
河州の回民軍を加えた左宗棠は河西回廊を西に進もうとしたが、左方の安全を確保するために西寧の確保を優先した。西寧には大きな回民の共同体があり、陝西省からの多くの難民を保護していた。3箇月の戦いののち、西寧は左軍の指揮官劉錦棠の手に落ち、回民軍の指導者馬桂源は捕えられ、数千人が殺害された。

### 甘粛省
清軍は降伏勧告を繰り返したにもかかわらず、多くの回民が最後の甘粛省の拠点である粛州（現在の酒泉市）にこもって抵抗をつづけた。左宗棠は補給を整えたうえで、1873年から1万5千の兵で粛州を包囲した。10月に粛州は陥落し、指導者である馬文禄はじめ7千人が処刑された。生き残った者は甘粛省南部に移住させられた。蘭州から敦煌に至る河西回廊を回民の無人地帯とし、東トルキスタンとの連絡を断つ目的であった。

### その後
白彦虎率いる回民軍は、東トルキスタンのヤクブ・ベクのもとに逃れ、最後はロシアにまで逃れた。白彦虎に従った回民の子孫が現在のドンガン人である。
陸軍きっての中国通といわれた日野強少佐は、新疆を目指す途中の1907年12月に回民蜂起が起きた蘭州から粛州の間を通過したが、日野が訪れたところ、イスラム教徒だった村民たちが漢人に追われ、村落は荒れ果て廃屋が放置されているなどの漢人の進出によって故地を追われたイスラム教徒たちの惨状を目の当たりにしいる。それでも現地に住み続けるイスラム教徒の様子を見て日野は次のように語っている。

## 被害
この蜂起の結果、漢人と回民ともに多く殺害された。戦乱の前（1861年）に甘粛省では1945.9万人、陝西省では1394万人がいたが、蜂起が終わった1880年には、それぞれ495.5万人と772万人だけが残った。つまり、甘粛省では総数の74.5%の1455.5万人、陝西省では総数の44.6%の622万人が死亡・逃亡した。また、甘粛省での死亡者はほぼ漢人であった。戦乱の前に陝西省では70～80万人いた回民が、10年後にはおよそ9万まで減少したという。